# Увальдо Луна
Увальдо Луна Мартінес (ісп. Uvaldo Luna Martínez; 21 грудня 1993, Х'юстон, США) — мексиканський футболіст, півзахисник клубу «Онсе Кальдас».

## Клубна кар'єра
ЛУна — вихованець клубу «УАНЛ Тигрес». 24 липня 2013 року в поєдинку Кубка Мексики проти «Крус Асуль Ідальго» Увальдо дебютував за «тигрів». 20 липня 2014 року в матчі національного клубка проти «Кафеталерос де Тапачула» Луна забив свій перший гол за команду. 18 січня 2015 року у поєдинку проти «Леона» він дебютував в мексиканській Прімері.
Влітку 2016 року для отримання ігрової практики Луна на правах оренди перейшов в колумбійський «Патріотас». 3 липня в матчі проти «Мільонаріос» він дебютував у чемпіонаті країни. У поєдинку проти «Санта-Фе» Увальдо забив свій перший гол за «Патріотас».
Влітку 2017 році Луна на правах оренди перейшов у «Атлас». 20 серпня в матчі проти «Крус Асуль» він дебютував за нову команду. В наступному році теж на правах оренди грав за колумбійський «Онсе Кальдас», а 2019 року підписав повноцінний контракт з клубом «Уніон Магдалена».

## Виступи за збірні
В 2013 році в складі молодіжної збірної Мексики Місяць став чемпіоном КОНКАКАФ серед молодіжних команд. На турнірі він зіграв у п'яти матчах. У тому ж році Увальдо брав участь у Турнірі в Тулоні.
Влітку 2013 року Луна поїхав з молодіжною командою на молодіжний чемпіонат світу в Туреччину. На турнірі він зіграв у трьох матчах і в грі проти Малі забив гол.
У 2015 році Луна завоював срібні медалі Панамериканських ігор у Канаді. На турнірі він зіграв у трьох матчах.

## Досягнення
Командні
 УАНЛ Тигрес
- Чемпіон Мексики: Апертура 2015
- Фіналіст Кубка Лібертадорес: 2015

Міжнародні
 Мексика (до 20)
- Чемпіонат КОНКАКАФ серед молодіжних команд: 2013

 Мексика (до 23)
- Переможець Ігор Центральної Америки та Карибського басейну: 2014
- Срібний призер Панамериканських ігор: 2015